# Чечот, Ян
Ян Анто́ни Чечо́т (пол. Jan Antoni Czeczot (Czeczott), бел. Ян Чачот, лит. Jonas Čečiotas; 6 [17] июля 1796, Слонимская губерния — 11 [23] августа 1847, Виленская губерния) — польский, белорусский поэт, фольклорист и этнограф, член общества филоматов.

## Биография
Родился 6 (17) июля 1796 года в Малюшицах Новогрудского уезда Слонимской губернии (ныне дер. Малюшичи (Малюшица) Кореличского района Гродненской области, Беларусь).
В 1809—1815 годах учился в Новогрудке в доминиканской школе одновременно с Адамом Мицкевичем. В 1815 году отправился учиться в Виленском университете, куда поступил в 1816 году, но из-за финансовых трудностей проучился только один год. Служил в Радзивилловской комиссии, созданной по указу императора Александра I в феврале 1814 года для распоряжения наследством Доминика Иеронима Радзивилла (1786—1813), полковника войск Варшавского герцогства, который со своим конным полком принимал участие в походе Наполеона в Россию.
В июне 1818 года был принят в тайное общество филоматов. В 1823 году организовал поэтический клуб «Касталия». В клуб входили будущий собиратель и переводчик литовских песен Эмерик Станевич, поэт и переводчик Данте Юлиан Корсак и другие. Одновременно был руководителем входящего в общество филаретов кружка Голубых (секретарем кружка был поэт Александр Ходзько), объединявшего литераторов, и участвовал в деятельности Лучезарных.
Был арестован по делу филоматов 10 октября 1823 года. Содержался в бывшем костёле миссионеров, затем был переведён в бывший францисканский монастырь.
«Общий именной список принадлежавших к тайному обществу филаретов, существовавшему в Вильне, между учениками Виленского университета равно оговоренных и неотысканных, учинен в Следственной Комиссии 1824 года мая 13 дня» указывает: «Иван Чечот, канцелярский служитель прокуратории Радзивиловской, 27 лет, Грод. Губ., Новогрудского уезда, нет за ним никакого имения, проводник голубого союза. Оба они были и в обществе филоматов».
По приговору Ян Чечот, Томаш Зан и Адам Сузин 10 октября 1824 года были отправлены в Оренбург. В Кизильской крепости Чечот отбыл шестимесячный срок заключения, который закончился в мае 1825 года. Живя в ссылке в Кизиле, переводил Вашингтона Ирвинга (перевод вышел в Вильне, 1830), писал стихи. В 1826—1830 годах жил в Уфе. В мае был освобождён от полицейского надзора и получил разрешение поселиться в центральных губерниях России. С 1831 года жил в Твери, где во время эпидемии холеры по приказу губернатора К. Я. Тюфяева вместе с другими ссыльными поляками полгода содержался под арестом. Позднее служил секретарём в инженерном управлении на строительстве Березинского канала в Лепеле (1833—1841).

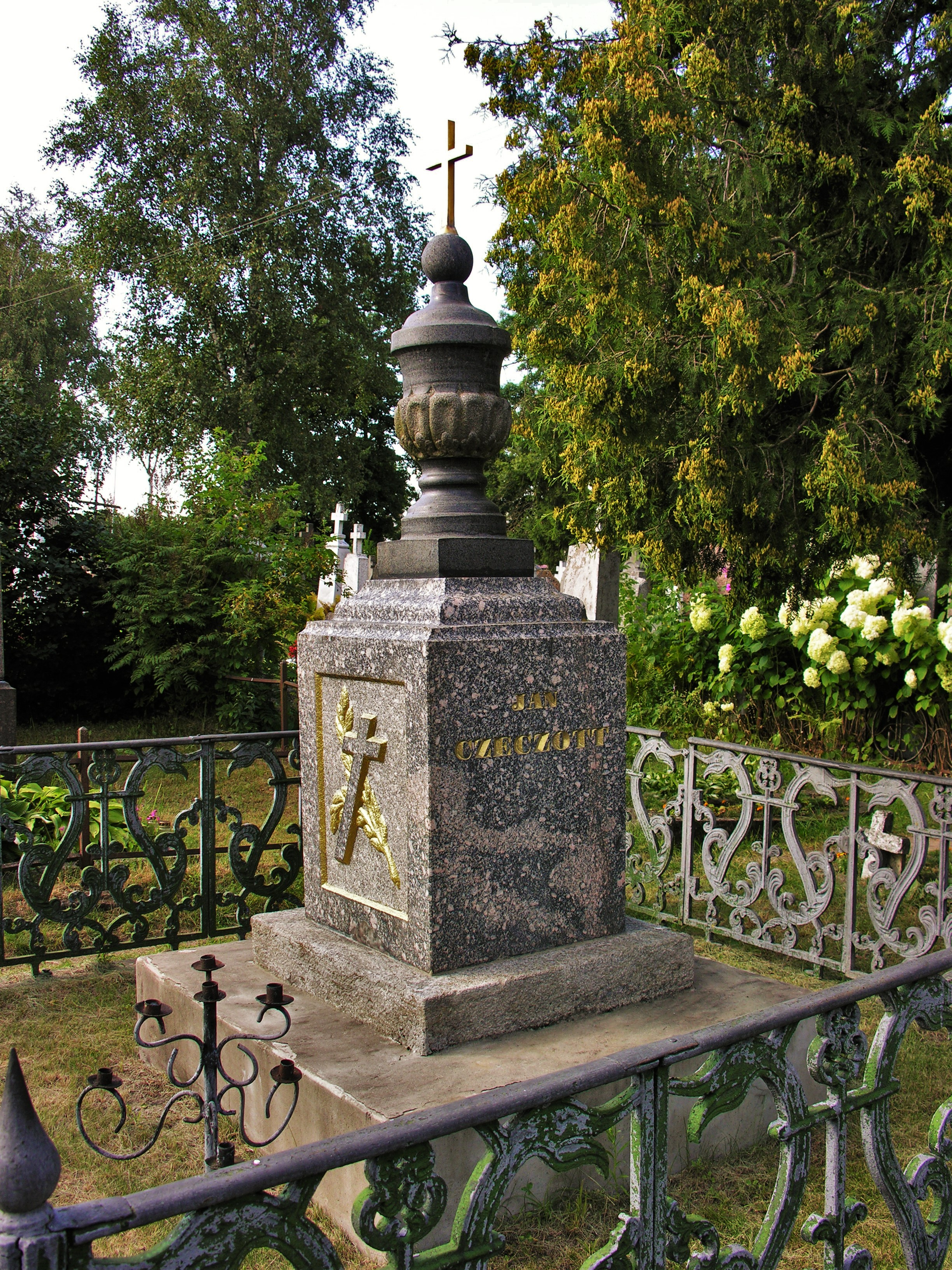
Могила Яна Чечота

Добившись должности библиотекаря в библиотеке графа Адама Хрептовича в Щорсах, в 1841 году он вернулся на родину. До 1844 года жил в Щорсах, позднее подолгу гостил в усадьбах знакомых в Новогрудском уезде.
В надежде поправить надломленное в ссылке здоровье весной 1847 года уехал в Друскеники. Умер 11 (23) августа 1847 года в местечке Ротница близ Друскеник в Трокском уезде Виленской губернии (ныне Ратничя, с 1991 года в составе города Друскининкай, Литва), где и был похоронен.

## Фольклористическая и литературная деятельность
Живя в Лепеле (Беларусь), подготовил к изданию сборники народных песен, которые издавались в Вильне известным книгоиздателем и книготорговцем Юзефом Завадским (1837, 1839, 1840 и позднее). При содействии друзей и знакомых собрал и опубликовал 957 песен. Тексты использовал композитор Станислав Монюшко в серии сборников песен «Домашний песенник» («Śpiewnik domowy», 1843—1859).
За год до смерти Чечота был издан единственный сборник его собственных произведений «Песни крестьянина», также без имени автора, с доминирующими патриотическими мотивами. Осталась не изданной при жизни рифмованная история Великого княжества Литовского «Песни о древних литвинах до 1434 года». В его честь названа улица в Минске (район Брилевичи).

## Память
- В честь Яна Чечота в городе Минске названа улица.
- Памятник Яну Чечоту в Новая Мышь (Барановичский район)
- Памятник Яну Чечоту в Кореличах
- Памятный знак Яну Чечоту в урочище Репихово (в 1 км на юго-восток от д. Кривошин (Ляховичский район)